# Arnoglossus tapeinosoma
Arnoglossus tapeinosoma är en fiskart som beskrevs av den holländsk medicine doktorn och iktyologen Pieter Bleeker år 1865. Den ingår i släktet Arnoglossus och familjen tungevarsfiskar (Bothidae). Inga underarter finns listade i Catalogue of Life.